# Casey Fien
Casey Michael Fien (né le 21 octobre 1983 à Santa Rosa, Californie, États-Unis) est un lanceur de relève droitier qui a évolué dans la Ligue majeure de baseball de 2009 à 2017.

## Carrière
Après des études secondaires à la Kennedy High School de La Palma (Californie), Casey Fien suit des études supérieures à la William Penn University puis à l'Université d'État polytechnique de Californie (Cal Poly) où il évolue pour les Mustangs. Il alterne les positions de Lanceur partant et de lanceur de relève lors de la saison lors de la saison 2006 avec 30 matches joués, dont 9 comme partant pour 99,1 manches lancées, 6 victoires, 5 défaites et une moyenne de points mérités de 4,44.
Casey Fien est repêché en juin 2006 par les Tigers de Détroit. Il passe plus de trois saisons en Ligues mineures avant d'effectuer ses débuts en Ligue majeure le 26 juillet 2009.
Mis en ballottage par les Tigers le 23 février 2010, le contrat de Fien est repris par les Red Sox de Boston le 1er mars. Fien passe trois jours plus tard sous l'uniforme des Blue Jays de Toronto. Le 30 mars, il resigne chez les Tigers de Détroit sans avoir joué pour les autres équipes, et il apparaît dans deux parties des Tigers en 2010.
Mis sous contrat en novembre 2010 par les Astros de Houston, il passe l'entière saison de baseball 2011 en ligues mineures.
Le 3 janvier 2012, il signe avec les Twins du Minnesota et reçoit une invitation au camp d'entraînement suivant.

## Statistiques
En saison régulière
| Statistiques de lanceur |         |   |    |    |     |    |   |   |      |    |      |
| Saison                  | Équipe  | G | GS | CG | SHO | SV | V | D | IP   | SO | ERA  |
| 2009                    | Détroit | 9 | 0  | 0  | 0   | 0  | 0 | 1 | 11.1 | 9  | 7,94 |
| Totaux                  | Totaux  | 9 | 0  | 0  | 0   | 0  | 0 | 1 | 11.1 | 9  | 7,94 |

Note: G = Matches joués ; GS = Matches comme lanceur partant ; CG = Matches complets ; SHO = Blanchissages ; 
V = Victoires ; D = Défaites ; SV = Sauvetages ; IP = Manches lancées ; SO = retraits sur des prises ; ERA = Moyenne de points mérités.